# FC Bo’ness
Der FC Bo’ness (Bo’ness Football Club) war ein schottischer Fußballverein aus Bo’ness, Grafschaft West Lothian, welcher von 1882 bis 1945 existierte. Während seiner Zeit in der Scottish Football League spielte der Verein im Newtown Park.

## Geschichte
Im späten neunzehnten Jahrhundert war der Hafen von Bo’ness (eigentlich Borrowstounness) ein Zentrum der Schwerindustrie am südlichen Ufer des Firth of Forth. Hier wurde im Jahr 1882 der FC Bo’ness gegründet der 1891 der Eastern Football Alliance beitrat. Bis 1909 spielte der Verein in verschiedenen Ligen darunter die Central Football League in der das Team 1910 Meister wurde. Ab 1921 spielte Bo’ness in der neu gegründeten Division Two als Teil der Scottish Football League. Nach fünf Spielzeiten im Mittelfeld der Liga gewann der Verein 1927 die Meisterschaft in der zweiten Liga und stieg in die erste Liga auf. Der Verein stieg im folgenden Jahr jedoch nach nur einer Saison wieder in die zweite Liga ab. Bo’ness kämpfte wie viele andere Clubs in der Region finanziell infolge des Niedergangs der lokalen Kohle- und Schieferölindustrie. Am Ende der Zweitligasaison 1931/32 wurde der Verein aus der Liga ausgeschlossen. Bo’ness blieb bis 1939 als „Non-League“- Mannschaft bestehen und spielte in der Scottish Football Alliance. Der Verein fusionierte nach dem Zweiten Weltkrieg mit Bo’ness Cadora zu Bo’ness United.

## Stadion

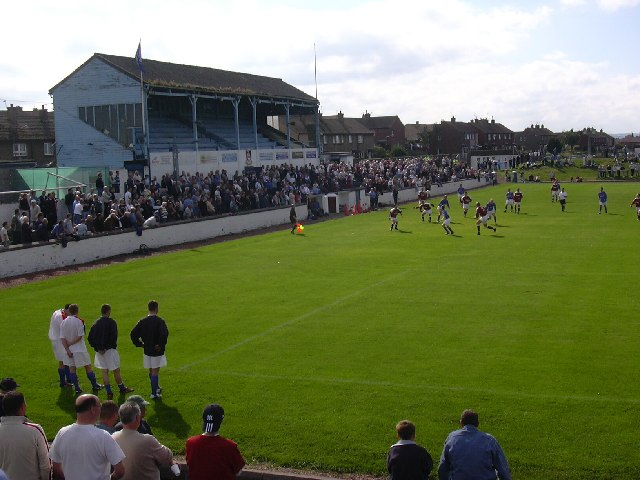
Blick in den Newtown Park (2004)

Bo’ness spielte ursprünglich nach seiner Gründung im Jahr 1882 auf einem Feld an der Parish Church. Von 1885 bis 1886 bezog man für ein Jahr den Soo & Cra Park in Bo’ness. Ab 1886 spielte der Verein im Newtown Park. Heutzutage wird das Stadion von Bo’ness United in der Lowland Football League als Heimspielstätte genutzt.

## Ehemalige bekannte Spieler
- Billy Agnew
- George Allan
- Willie MacFadyen
- Christy Martin
- Alex Munro

## Weblink
- FC Bo’ness in der Datenbank von Historical Kits (englisch)